# Beipiao
Beipiao (chinesisch 北票市, Pinyin Běipiào Shì) ist eine kreisfreie Stadt im Verwaltungsgebiet der bezirksfreien Stadt Chaoyang im Westen der chinesischen Provinz Liaoning. Sie hat eine Fläche von 4.444 km² und zählt 439.998 Einwohner (Stand: Zensus 2020).

## Sehenswürdigkeiten
Das Grab des Feng Sufu (Feng Sufu Mu 冯素弗墓) aus der Zeit des Nördlichen Yan-Reiches der Sechzehn Königreiche steht seit 2006 auf der Liste der Denkmäler der Volksrepublik China (6-243). Die Stätte der Tuchengzi-Formation (土城子組,  Tuchengzi zu) liegt auf ihrem Gebiet. Der Dinosaurier Beipiaosaurus ist nach der Stadt benannt.

## Administrative Gliederung
Auf Gemeindeebene setzt sich Beipiao aus 7 Straßenvierteln, sieben Großgemeinden, 18 Gemeinden, zwei Nationalitätengemeinden, einem Wirtschaftserschließungsgebiet, einem Sonderverwaltungsgebiet und einer Staatsfarm zusammen. Diese sind
| Straßenviertel Chengguan (城关街道); Straßenviertel Guanshan (冠山街道); Straßenviertel Nanshan (南山街道); Straßenviertel Qiaobei (桥北街道); Straßenviertel Sanbao (三宝街道); Straßenviertel Shuanghe (双河街道); Straßenviertel Taiji (台吉街道); Großgemeinde Baoguolao (宝国老镇); Großgemeinde Daban (大板镇); Großgemeinde Heichengzi (黑城子镇); Großgemeinde Shangyuan (上园镇); Großgemeinde Taiji (台吉镇); Großgemeinde Wujianfang (五间房镇); Großgemeinde Xiguanying (西官营镇); Gemeinde Batuying (巴图营乡); Gemeinde Beisijia (北四家乡); Gemeinde Beita (北塔乡); Gemeinde Changgao (长皋乡); Gemeinde Changheying (常河营乡); | Gemeinde Dasanjia (大三家乡); Gemeinde Dongguanying (东官营乡); Gemeinde Harnao (哈尔脑乡); Gemeinde Longtan (龙潭乡); Gemeinde Loujiadian (娄家店乡); Gemeinde Mengguying (蒙古营乡); Gemeinde Nanbajiazi (南八家子乡); Gemeinde Quanjuyong (泉巨永乡); Gemeinde Sanbao (三宝乡); Gemeinde Sanbaoying (三宝营乡); Gemeinde Taijiying (台吉营乡); Gemeinde Xiaotazi (小塔子乡); Gemeinde Zhangjiying (章吉营乡); Gemeinde Liangshuihe der Mongolen (凉水河蒙古族乡); Gemeinde Mayouying der Mongolen (马友营蒙古族乡); Wirtschaftliches Erschließungsgebiet Xiafu (下府经济开发区); Sonderverwaltungsgebiet Daheishan (大黑山特别行政管理区); Staatsfarm Xingshunde (兴顺德国营农场). |